# Organtino Gnecchi Soldo
Organtino Gnecchi Soldo (o Soldi) (Casto, 1532 – Nagasaki, 22 aprile 1609) è stato un gesuita e missionario italiano.

## Biografia
Dopo aver insegnato presso i seminari di Loreto e di Goa (India), fu spedito in Giappone. Uomo di carattere bonario, strinse amicizia con molti giapponesi coevi anche non credenti, dai quali era chiamato Urugan Bateren (宇留岸伴天連?) (padre Organtino). Visse per circa 30 anni nella capitale imperiale Miyako opp. Kyō (京?) e riuscì ad entrare in grazia ai diversi Daimyō (大名?) o Shōgun (将軍?) quali Takayama Ukon (高山 右近?), Oda Nobunaga (織田 信長?) e Toyotomi Hideyoshi (豊臣 秀吉?), di conseguenza lasciando ai posteri le sue preziose testimonianze oculari intorno all'Epoca Sengoku (戦国時代, Sengoku-jidai?) del Giappone.
Nel 1579 fu coinvolto in uno dei conflitti tra i signori feudali. Takayama Ukon era castellano di Takatsuki e vassallo di Araki Murashige, il quale a sua volta si era ribellato a Oda Nobunaga. Essendosi convertito al cristianesimo, non si sentì vincolato dal codice d’onore dei samurai, che gli avrebbe imposto di prendere le parti del suo diretto signore, tradendo Nobunaga e violando ciò che prescrive il cristianesimo. Organtino lo avrebbe aiutato a cercare una posizione di compromesso.
- 18 giugno 1570: sbarcò a Reihoku (苓北?), nell'odierna prefettura di Kumamoto (熊本?). In seguito si diede alla missione nella capitale imperiale Kyō, affiancato da Luís Fróis[4].
- 1576: fece consacrare a Kyō una chiesa dedicata all'Assunta e chiamata Nanbandera opp. Nanbanji (南蛮寺?).
- 1580: contribuì alla costruzione di un seminario ad Azuchi (安土?) presso il Lago Biwa (琵琶湖?), sul terreno concesso da Oda Nobunaga a padre Alessandro Valignano plenipotenziario gesuita in Asia.
- 1583: ad Osaka (大坂?) ottenne udienza di Toyotomi Hideyoshi.
- 22 aprile 1609: morì malato a Nagasaki (長崎?)[5].